# مرق السيلينيت
مرق السيلينيت (بالإنجليزية: Selenite broth )‏ يستخدم كوسط إثراء لعزل أنواع السلمونيلا . ولا يجب أن يتم تعقيم هذا الوسط في الأوتوكلاف . وبمجرد تحضيره ، يتم تعريضه للبخار عند 100 درجة مئوية لمدة 30 دقيقة . ويجب أن يكون هناك راسب أحمر طفيف جداً . وللتقليل من خطر حدوث تشوهات خلقية للعاملين ، فإنه يجب إضافة سيلينيت الصوديوم على حده «أي بشكل منفصل» إلى الوسط . ولديه درجة الحموضة pH تساوي تقريباً 7.1 .
يحتوي مرق السيلينيت على :
| بيبتون                           | 5 جم/لتر   |
| مانيتول                          | 4 جم/لتر   |
| فوسفات الهيدروجين ثنائي الصوديوم | 9.5 جم/لتر |
| فوسفات الصوديوم ثنائي الهيدروجين | 10 جم/لتر  |
| سيلينيت الصوديوم (NaHSeO3)       | 4 جم/لتر   |